# Tyler Williams
Tyler Williams (Bakersfield, 17 november 1994) is een Amerikaans wielrenner die anno 2018 rijdt voor Israel Cycling Academy.

## Carrière
In 2014 werd Williams tweede in Parijs-Roubaix voor beloften, achter Mike Teunissen. In september 2016 stond hij met een Amerikaanse selectie, die geheel uit Axeon Hagens Berman-renners bestond, aan de start van de Olympia's Tour. In de openingsploegentijdrit wisten hij en zijn teamgenoten de Australische selectie tien seconden voor te blijven.
In 2017 werd hij prof bij Israel Cycling Academy.

## Overwinningen
2016
1e etappe Olympia's Tour (ploegentijdrit)

## Resultaten in voornaamste wedstrijden
|      | \| Jaar \| Amstel Gold Race \| \| ---- \| ---------------- \| \| 2018 \| opgave \| |
| Jaar | Amstel Gold Race                                                                   |
| 2018 | opgave                                                                             |

## Ploegen
- 2016 –  Axeon Hagens Berman
- 2017 –  Israel Cycling Academy
- 2018 –  Israel Cycling Academy

Barta · Brown · Costa · Curran · Daniel · Dunbar · Geoghegan Hart · Guerreiro · Joyce · Neilands · O'Donnell · Oien · Owen · Powless · Williams · Young
Boivin · Craven · Dempster · Díaz · Goldstein · Lemus · Lowndes · Neilands · Perry · Räim · Sagiv · Schreurs · Turek · Williams · van Winden · Yechezkel · Einhorn (stagiair) · Niv (stagiair) · Sessler (stagiair)
Ávila · Boivin · Dempster · Díaz · Earle · Enger · Gebremedhin · O. Goldstein · R. Goldstein · Hermans · Jensen · Lemus · Neilands · Niv · Perry · Plaza · Räim · Sagiv · Sbaragli · Schreurs · Turek · Williams · van Winden · Yechezkel